# Gamla vattentornet, Vänersborg

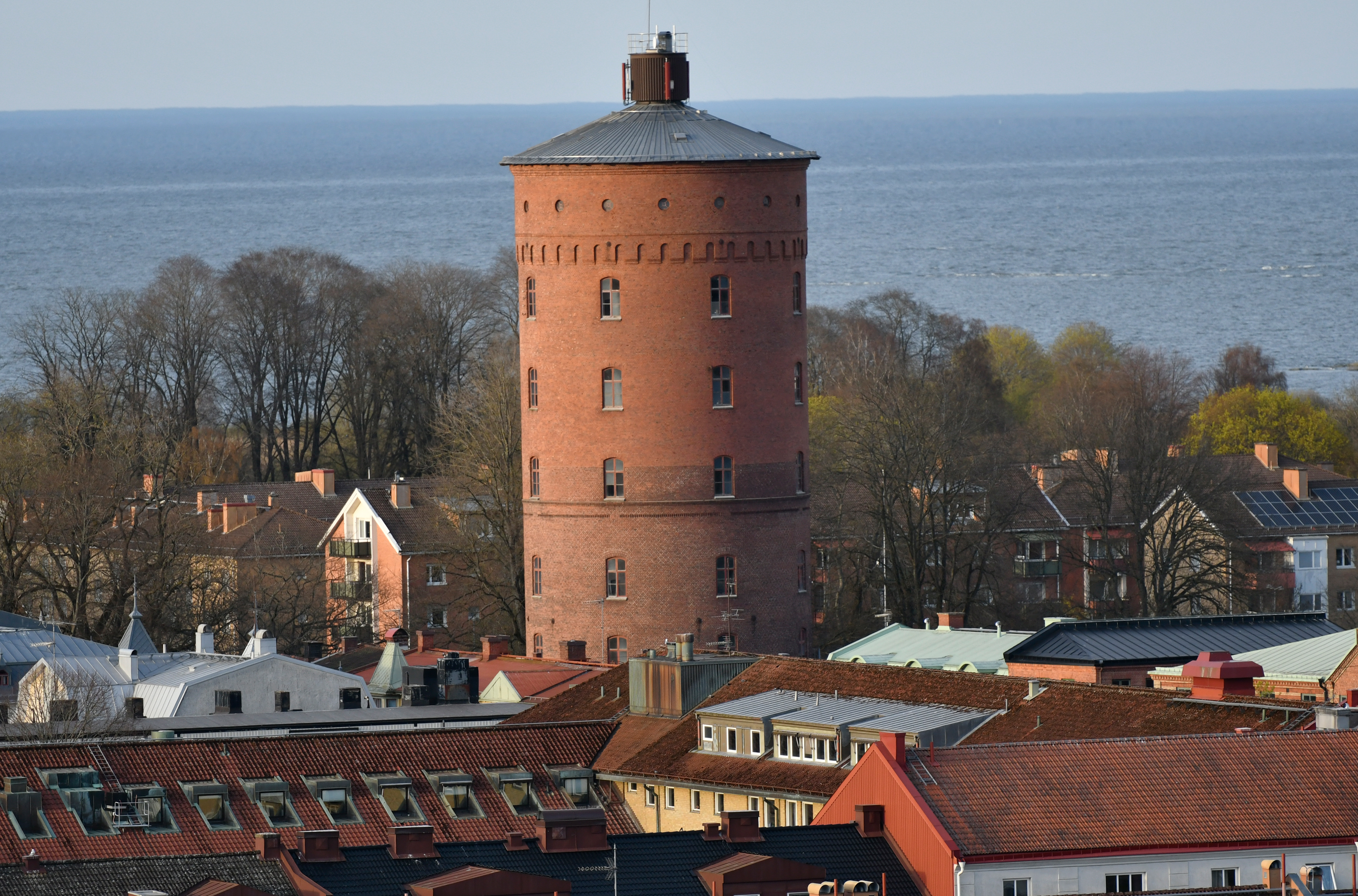
Vattentornet sett från Elisabeths port.

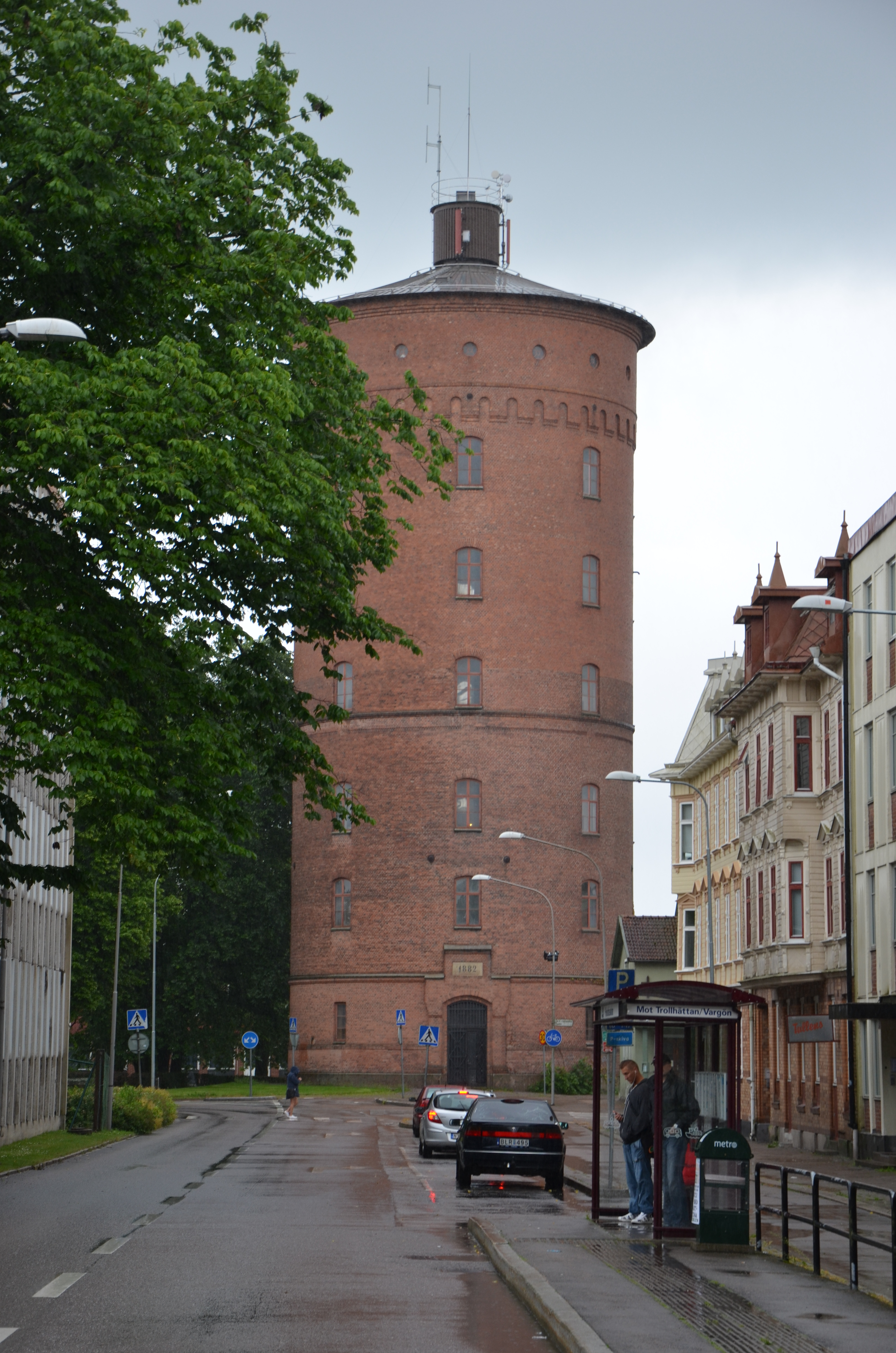
Gamla vattentornet, sett från Kungsgatan

Gamla vattentornet, Vänersborg är ett vattentorn vid östra ändan av Kungsgatan i Vänersborg.
Gamla vattentornet byggdes i en första etapp 1882 till 28 meters höjd. Arkitekt var August Krüger.  Det byggdes på 1911 till 43 meters höjd.
Det är numera ersatt av ett nytt vattentorn, som blev färdigt 1960. Det såldes 2012 till en privat entreprenör, som planerat att använda det som del i ett nybyggt hotell.